# Arthur Findlay College
L'Arthur Findlay College è un istituto dedicato alla ricerca e all'insegnamento nell'ambito delle scienze psichiche con sede a Stansted Mountfitchet, Essex, Inghilterra.
La dimora vittoriana in cui ha sede, Stansted Hall, risale al 1871 mentre il college fu fondato nel 1964 e da allora viene amministrato, secondo quelli che furono i desideri di Arthur Findlay, dalla Spiritualists' National Union (SNU), l'unione britannica delle chiese spiritiste.

## Materie di insegnamento
- Medianità
- Guarigione spirituale
- Meditazione
- Ipnosi
- Musicoterapia
- Cromoterapia
- Filosofia dello Spiritismo
- Arte (con particolare riguardo all'arte ispirata dal mondo degli spiriti o ad esso dedicata)
- Qi e prana (filosofie orientali)
- Astrologia
- Numerologia
- Sciamanesimo e Storia e Cultura dei Nativi Americani

Periodicamente vengono tenuti corsi in cui sono presenti traduttori simultanei in modo da agevolare la partecipazione di allievi stranieri. Tra le lingue offerte vi è anche l'italiano.

## Le Sale di Stansted Hall
- il santuario
- la biblioteca, utilizzata per le sedute di medianità fisica
- la stanza blu
- gli alloggi per gli ospiti
- il Museo dello Spiritismo
- la sala da pranzo